# Семенов Дмитро Костянтинович
Дмитро Костянтинович Семенов (нар. 4 листопада 1999, Дніпропетровськ, Україна) — український футболіст, захисник «Лівого Берега».

## Життєпис
Народився в Дніпропетровську, вихованець молодіжної академії місцевого «Дніпра», кольори якого захищав у юнацьких чемпіонатах України (ДЮФЛУ). У сезоні 2016/17 років виступав за юнацьку (U-19) та молодіжну (U-21) команду клубу, за які загалом відіграв 23 матчі. Наступного сезону був переведений до першої команди «дніпрян», за яку дебютував 9 липня 2017 року в програному (1:2) виїзному поєдинку першого попереднього раунду кубку України проти СКК «Демня». Дмитро вийшов на поле в стартовому складі та відіграв увесь матч. У Другій лізі дебютував за дніпровську команду 15 липня 2017 року в програному (1:2) виїзному поєдинку 1-о туру проти одеської «Реал Фарми». Семенов вийшов на поле в стартовому складі та відіграв увесь матч, а на 66-й хвилині отримав жовту картку. Дебютним голом у складі «Дніпра» відзначився 30 серпня 2017 року на 50-й хвилині переможного (2:0) виїзному поєдинку 9-о туру Другої ліги проти миколаївського «Суднобудівника». Дмитро вийшов на поле в стартовому складі та відіграв увесь матч. У складі дніпрян у Другій лізі зіграв 29 матчів та відзначився 3-а голами, ще 1 поєдинок провів у кубку України.
Наприкінці червня 2018 року відправився до Туреччини на тренувальний збір ФК «Олександрії», на якому олександрійці переглядали молодого захисника. За результатами збору з Дмитром було підписано контракт. Після переходу був переведений до команди U-21, за яку дебютував 21 липня 2018 року в переможному (4:1) виїзному поєдинку 1-о туру молодіжного чемпіонату України проти львівських «Карпат U-21». Дмитро вийшов на поле на 46-й хвилині, замінивши Владислава Бабогло.